# Gare de Châteaubourg
Gare de Châteaubourg – stacja kolejowa w Châteaubourg, w departamencie Ille-et-Vilaine, w regionie Bretania, we Francji.
Jest stacją Société nationale des chemins de fer français (SNCF), obsługiwanym przez pociągi TER Bretagne.

## Położenie
Znajduje się na wysokości 45 m n.p.m., na 357,316 km linii Paryż – Brest, pomiędzy stacjami Les Lacs i Servon.